# Capo Reinga
(34°25′43.64″S 172°40′51.61″E)

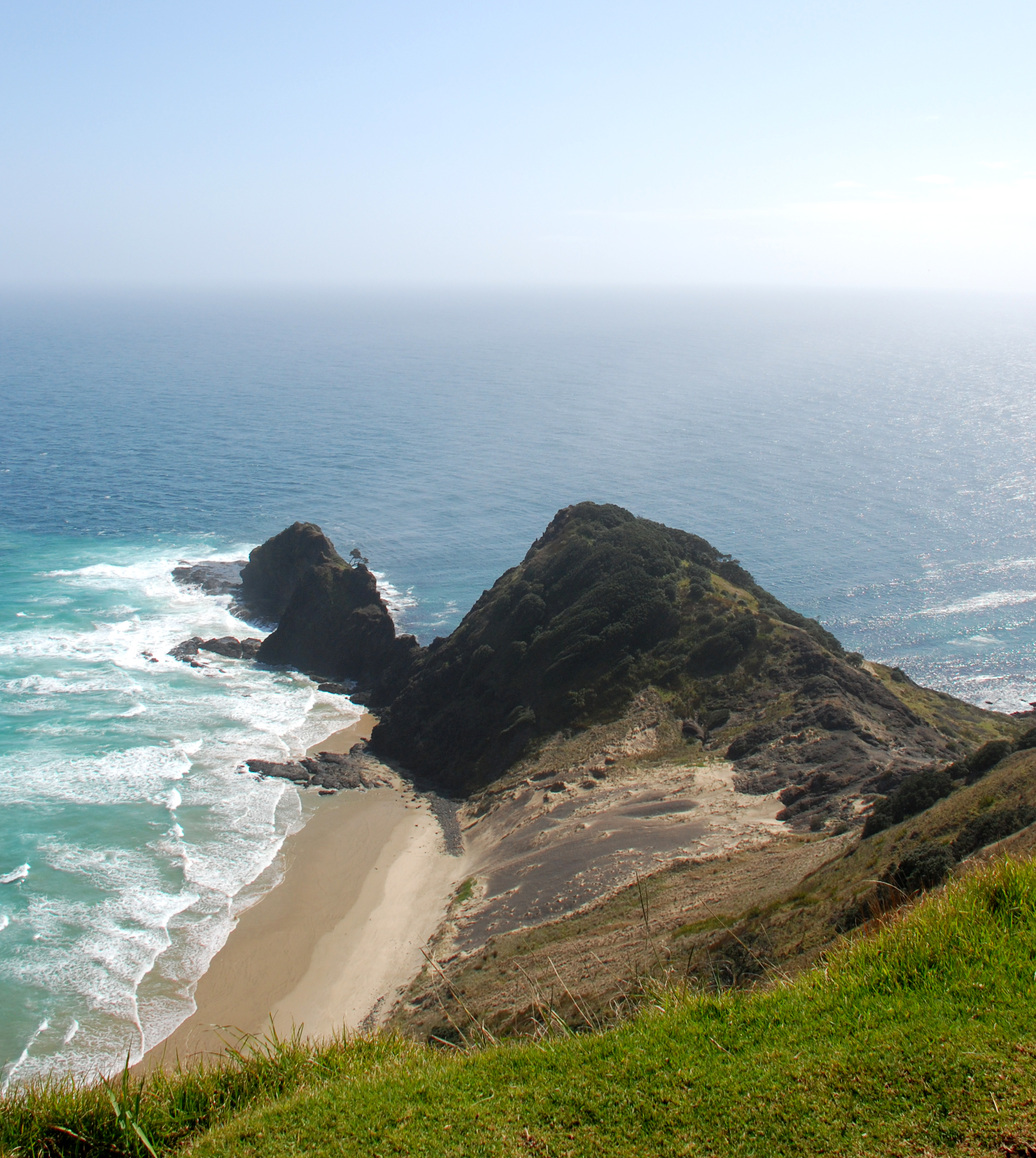
Capo Reinga

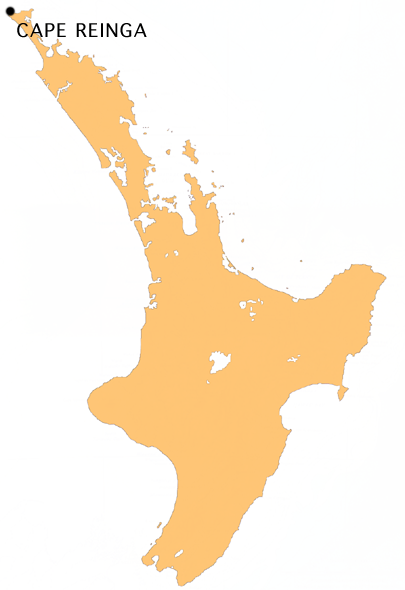
Localizzazione nell'isola del Nord

Capo Reinga è la punta più a nord-ovest della penisola di Aupouri, estremità settentrionale dell'isola del Nord della Nuova Zelanda. Il centro abitato più vicino, Kaitaia, si trova a circa 100 km di distanza. È raggiungibile con la New Zealand State Highway 1, di cui costituisce il punto iniziale. Al largo del capo si trova il piccolo arcipelago delle isole dei Tre Re.
È la punta più settentrionale della nazione e i neozelandesi la ritengono il punto più a nord del paese, soprattutto quando viene usata l'espressione colloquiale "da Capo Reinga a Bluff".